# Solís (Corvera)

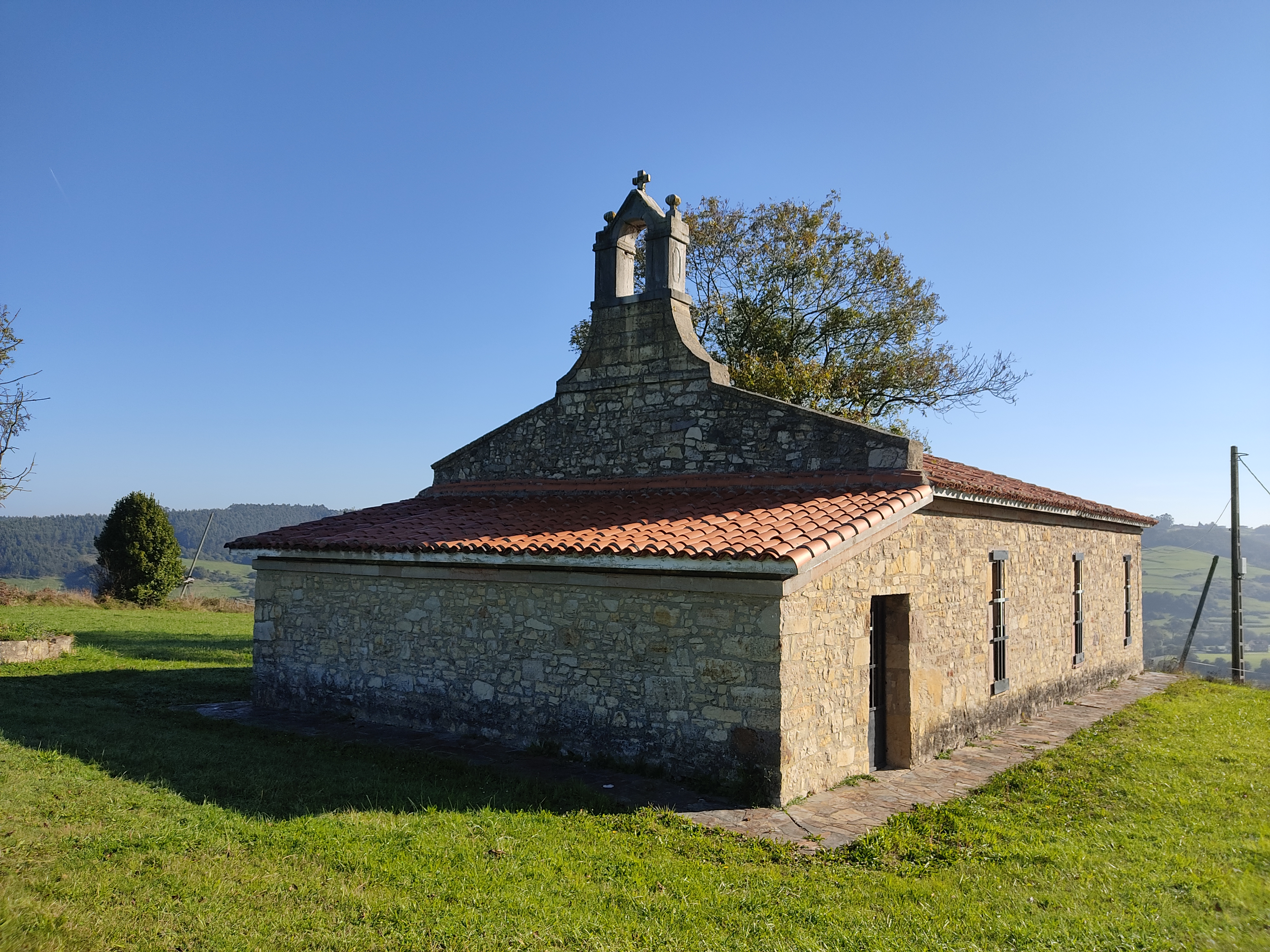
Ermita de San Justo y Pastor.

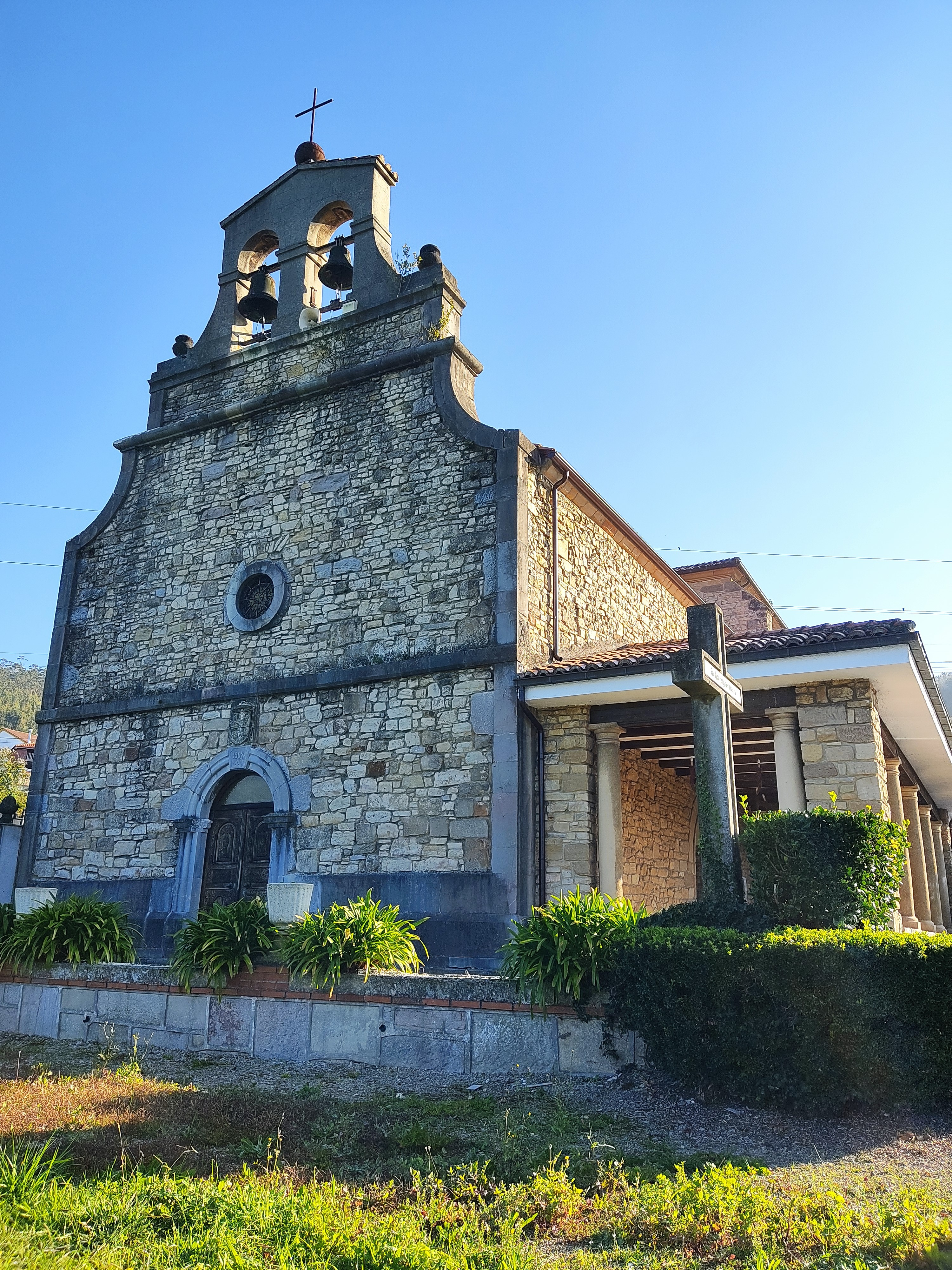
Iglesia de Santa María de Solís.

Solís  es una parroquia del concejo de Corvera de Asturias, en el Principado de Asturias. En el 2021 tenía una población de 432 habitantes repartidos en una superficie de 14,2 km². Está situado a 4,2 km de la capital del concejo, Nubledo. Limita al norte con las parroquias de Cancienes y Tamón, perteneciente esta última al concejo de Carreño; al este con la de Serín, en el concejo de Gijón, por el sur con Ferroñes y Villardeveyo en el concejo de Llanera y por el oeste con Arlós, también en Llanera y nuevamente con Cancienes. Su templo parroquial está dedicado a Santa María y se encuentra en la aldea de Rodiles. Además, en San Justo se encuentra la ermita dedicada a los Santos San Justo y San Pastor. 

## Entidades singulares de población
La parroquia comprende las siguientes localidades:
- Agüera
- Alvares
- Calabaza
- Campañones
- El Casal (Casal en asturiano)
- El Llano (El Llanu)
- El Martinete
- El Pontón
- La Cruzada (La Cruciada)
- La Sota
- Rodiles (la Capital)
- Sama de Abajo (Sama Baxo)
- Sama de Arriba (Sama Riba)
- Santa Marina (Santa Mariña)
- Táraño

## Minería
En Solís se pueden encontrar yacimientos tanto primarios como secundarios. Entre las aldeas de Sama de Arriba y Rodiles existe un cantera. Entre El Llano y El Pontón se encuentra una mina subterránea de la que se extrae espato flúor.

## Fiestas
Las fiestas de Solís se celebran el primer fin de semana de septiembre. El domingo tiene lugar la procesión que parte desde la Iglesia de Santa María hasta la Ermita de los Santos Justo y Pastor, que se encuentra enclavada en lo alto de una loma. Centenares de romeros, ataviados con el traje típico, acompañan durante el trayecto (unos 2 km), a la imagen de los Santos Justo y Pastor, que acto seguido preside la misa de campaña oficiada en los aledaños de la Ermita. Después tiene lugar la tradicional subasta del ramu de pan de escanda y la cabra japonesa, la comida campestre y la afamada corderada a la estaca, todo ello amenizado por la música de la Banda de Gaitas de Corvera, juegos de antes, partido de solteros contra casados, carreras de cintas a caballo y la verbena.
Pero las celebraciones no terminan ese día. Antes y después de la jornada dominical hay más oferta festiva: sesión vermú, segacross, concursos, más verbenas, parrilladas, reparto del bollu preñáu y la botella de vino a los socios... Y la coronación de SS.MM. Los Reyes del Water y del Bidet.
- Datos: Q5198550
- Multimedia: Solís, Corvera / Q5198550